# Hrvatski dnevnik (dnevni list, Zagreb)
Hrvatski dnevnik je bio hrvatski dnevnik iz Zagreba. Izašle su prvi put svibnja 1936., a prestale su izlaziti u travnju 1941. godine. Uređivao ih je Franjo Leaković.
Bile su HSS-ov list.
Izlazile su svakodnevno.
Od poznatih osoba, za ovaj je list pisao Tibor Sekelj.